# Соња Арадски
Соња Арадски (Нови Сад, 26. март 1925) била је југословенска и српска филмска и позоришна глумица. 

## Филмографија
| Год.     | Назив        | Улога \|- style="background: Lavender; text-align:center; " | 1940.-те | 1940.-те | 1940.-те | 1940.-те |
| 1948.    | Живот је наш | Мара                                                        |          |          |          |          |
| 1950.-те |              |                                                             |          |          |          |          |
| 1956.    | У мрежи      | /                                                           |          |          |          |          |